# São Paio de Gramaços
São Paio de Gramaços é uma localidade portuguesa do Município de Oliveira do Hospital que foi sede da extinta Freguesia de São Paio de Gramaços, freguesia que tinha 4,53 km² de área e 991 habitantes (2011), e, por isso, uma densidade populacional de 218,8 hab/km².
Freguesia de São Paio de Gramaços foi extinta (agregada) pela reorganização administrativa de 2012/2013, tendo o seu território sido integrado na então criada União de Freguesias de Oliveira do Hospital e São Paio de Gramaços.
São Paio de Codeço foi a designação anterior de São Paio de Gramaços. Foi priorado da apresentação do Cabido da Sé de Coimbra. É povoação muito antiga, sendo já mencionada nas inquirições de D. Afonso III, nas quais se diz que é detentor do padroado da sua igreja Estêvão Joanes, alcaide da Covilhã. Por Decreto de 15 de novembro de 1841, esta freguesia foi desanexada do Concelho de Seia e integrada no de Oliveira do Hospital. Pelo decreto de 28 de Julho de 1919 passou a designar-se São Paio de Gramaços. 

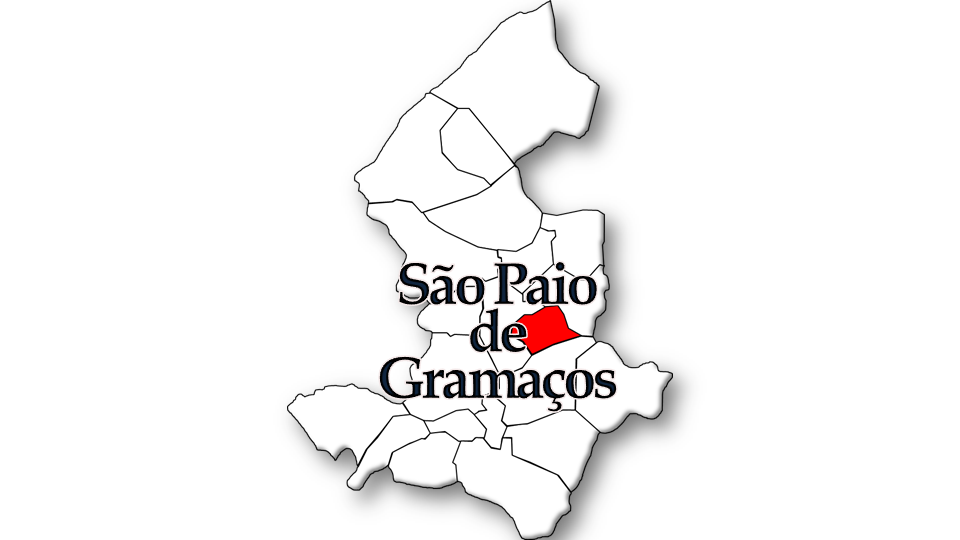
Localização no Município de Oliveira do Hospital

## População
| População da freguesia de São Paio de Gramaços | População da freguesia de São Paio de Gramaços | População da freguesia de São Paio de Gramaços | População da freguesia de São Paio de Gramaços | População da freguesia de São Paio de Gramaços | População da freguesia de São Paio de Gramaços | População da freguesia de São Paio de Gramaços | População da freguesia de São Paio de Gramaços | População da freguesia de São Paio de Gramaços | População da freguesia de São Paio de Gramaços | População da freguesia de São Paio de Gramaços | População da freguesia de São Paio de Gramaços | População da freguesia de São Paio de Gramaços | População da freguesia de São Paio de Gramaços | População da freguesia de São Paio de Gramaços |
| ---------------------------------------------- | ---------------------------------------------- | ---------------------------------------------- | ---------------------------------------------- | ---------------------------------------------- | ---------------------------------------------- | ---------------------------------------------- | ---------------------------------------------- | ---------------------------------------------- | ---------------------------------------------- | ---------------------------------------------- | ---------------------------------------------- | ---------------------------------------------- | ---------------------------------------------- | ---------------------------------------------- |
| 1864                                           | 1878                                           | 1890                                           | 1900                                           | 1911                                           | 1920                                           | 1930                                           | 1940                                           | 1950                                           | 1960                                           | 1970                                           | 1981                                           | 1991                                           | 2001                                           | 2011                                           |
| 587                                            | 618                                            | 652                                            | 661                                            | 680                                            | 661                                            | 757                                            | 778                                            | 826                                            | 749                                            | 802                                            | 939                                            | 1 003                                          | 987                                            | 991                                            |

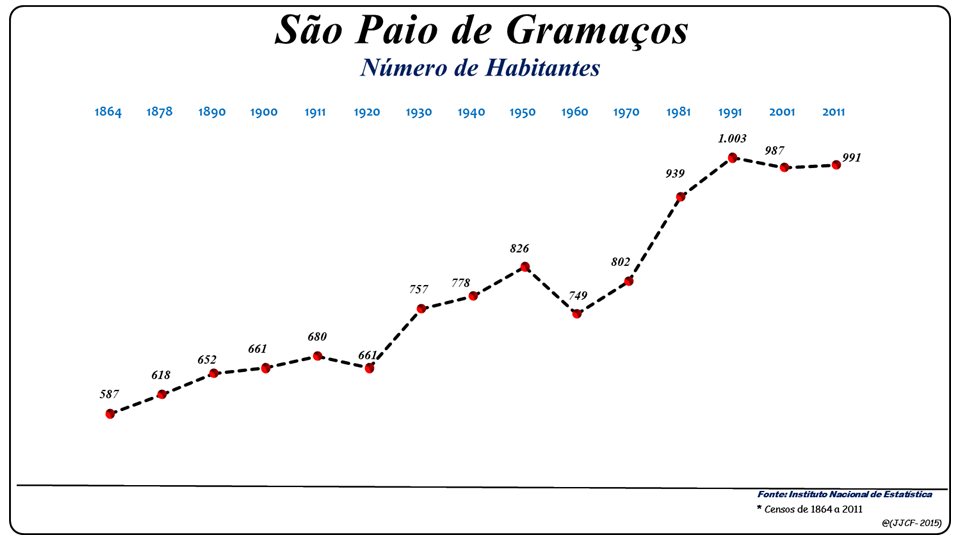
Evolução da População (1864 / 2011)

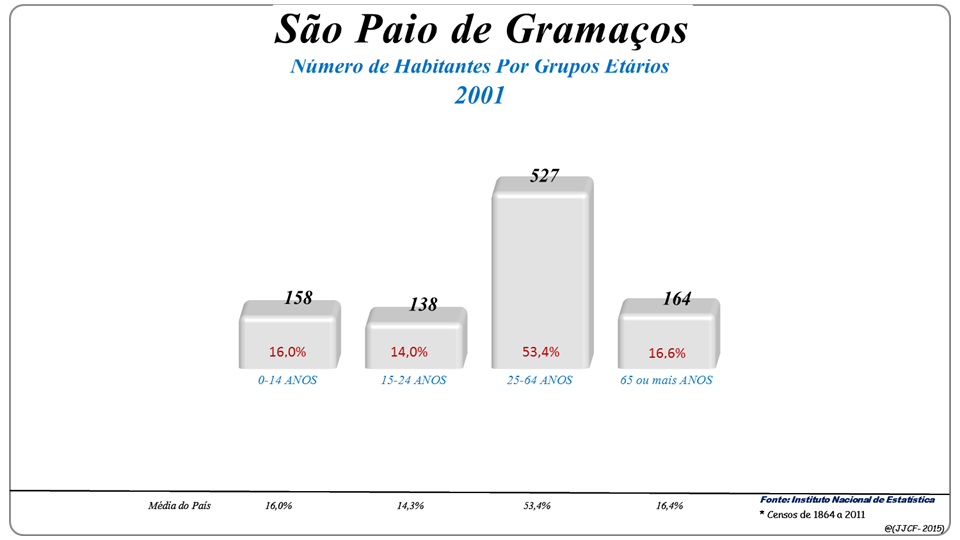
Grupos Etários (2001 e 2011)

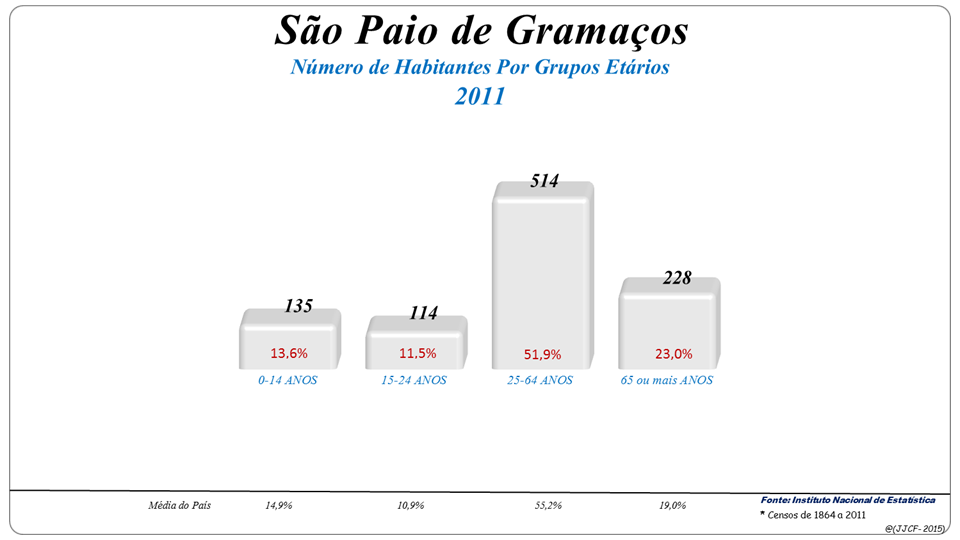
Grupos Etários (2001 e 2011)

No censo de 1864 figura S. Paio, passando a designar-se nos censos de 1878 a 1911 por S. Paio de Codesso. Pelo decreto nº 5.975, de 28/07/1919, passou a ter a actual denominação.

## Património
- Igreja de S. Pelágio (matriz) - Construção do século. XVIII - XIX;
- Capelas do Bom Jesus Redentor (cemitério) e de Nossa Senhora da Luz;
- Casa nobre (e capela) da família Vasconcelos (século XVIII);
- Casa do Brasileiro - casa da família do Comendador Alexandre Rodrigues (século XX);
- Santuário de Nossa Senhora dos  Milagres - século XIX (1850).

## Pontos de interesse
- Miradouro do Vale de Alva;
- Nicho das Almas - século XVIII (1787);
- Coreto de São Paio de Gramaços - Século XX (1928);
- Fonte da Portela;
- Fonte de Nossa Senhora dos Milagres - Século XX;
- Fonte do Fundo - século XIX;
- Sepulturas antropormórficas na Quinta dos Salgodins

## Outros
- Biblioteca da Junta de Freguesia S. Paio de Gramaços;
- Museu etnográfico do Rancho Folclórico de S. Paio de Gramaços.